# Dietrich Schenk
Dietrich Schenk, OFM, foi um prelado católico romano que serviu como bispo auxiliar de Münster de 1394 até data desconhecida.

## Biografia
Dietrich Schenk foi ordenado sacerdote na Ordem dos Frades Menores. No dia 14 de janeiro de 1394, foi nomeado durante o papado de Bonifácio IX como Bispo Auxiliar de Münster e Bispo Titular de Athyra. Não se sabe por quanto tempo serviu como bispo auxiliar de Münster, embora em 1404 tenha sido o consagrador principal de Günther von Schwarzburg, arcebispo de Magdeburg (1404).